# Палмер, Роберт
Роберт Аллен Палмер (англ. Robert Allen Palmer; 19 января 1949, Бэтли, Йоркшир, Англия — 26 сентября 2003, Париж, Франция) — британский певец, гитарист, автор песен. Примечателен своим голосом, а также разнообразием исполняемой музыки, сочетавшей в себе соул, джаз, рок, блюз, регги и поп-музыку.

## Биография

### Юность
Роберт Палмер родился в Англии, но в детстве переехал на Мальту, где жил до 19 лет, затем вернулся на родину. С ранних лет слушал американскую музыку — соул, ритм-энд-блюз, джаз. Начал играть в школьной группе. По окончании школы, он пытался стать профессиональным художником-дизайнером, однако вскоре оставил работу ради музыкальной сцены.

### Карьера
В 1969 году переезжает в Лондон, где присоединился к ритм-энд-блюзовой группе «The Alan Bown Set». На следующий год он перешёл в джаз-роковый состав «Dada», однако тот оказался недолговечным. Вскоре Палмер вместе с певицей Элки Брукс организовал собственную группу «Vinegar Joe», игравшую блюз-рок. Они просуществовали несколько лет и успели записать три альбома. Несмотря на интерес у публики и благожелательные отзывы музыкальных критиков, группа оказалась коммерчески неуспешной, и в 1974 году распалась.
Демозаписи исполнителя попали к президенту фирмы Island Records Крису Блэкуэллу, и тот практически сразу предложил Роберту Палмеру подписать контракт, оговорив, что запись дебютного альбома будет проводиться в Новом Орлеане и Нью-Йорке. В записи этой пластинки принимали участие музыканты групп Little Feat и Meters, а заглавную песню написал Алан Тюссе. Успех этого диска и великолепно прошедшие гастроли убедили Роберта Палмера в необходимости переезда в США.
В 1976 году появился его очередной альбом Some People Can Do What They Like, который однако встретили неоднозначно как критики, так и слушатели. В дальнейшем некоторое время альбомы Палмера были более популярны в США, чем в Британии, а свой первый хит-сингл в американском Тор-10 «Bad Case Of Loving You» Палмер записал в 1979 г. вместе с блюзовым музыкантом Муном Мартином. Однако во время работы над альбомом 1980 года «Clues» ему помогал Гари Ньюмэн и пластинка стала более популярна уже в Британии, а через два года произведение «Some Guys Have All the Luck» попал в британский Тор-20.
В 80-е годы Палмер был участником группы Power Station, где работали также некоторые музыканты из Duran Duran.
В конце 1980-х он начал сольную карьеру. Выпустил 15 альбомов. Среди его самых известных синглов: «Girl U Want», «Know by Now» и «You Blow Me Away».

### Личная жизнь
Палмер познакомился со своей будущей женой,Сью на железнодорожной станции Слау в 1969 году, привлеченный ее стилем (серебристые сапоги и мини-платье в тон) и научно-фантастической книгой, которую она читала. Через два года они поженились и у них родилось двое детей. Семья переехала в Нью-Йорк в середине 1970-х годов, а затем на Багамы несколько лет спустя. В 1987 году Палмер и его семья переехали в Лугано, Швейцария. Они развелись в 1999 году.
Будучи тихим человеком в личной жизни, Палмер не интересовался большинством излишеств рок-н-ролльного образа жизни, хотя он был заядлым курильщиком и выкуривал до 60 сигарет в день.

### Смерть
Палмер умер от внезапного сердечного приступа в номере парижского отеля 26 сентября 2003 года в возрасте 54 лет. Он был во французской столице после записи телевизионного выступления в Лондоне для йоркширского телевидения. Его давняя партнерша, Мэри Эмброуз, не была с ним в момент его смерти. Среди тех, кто отдал дань уважения, была группа Duran Duran, заявившая: Он был очень дорогим другом и великим музыкантом. Это трагическая потеря для британской музыкальной индустрии. Он был похоронен в Лугано, Швейцария.

## Дискография
| Год                     | Название                                                     | Лейбл         | RIAA Certification | BPI Certification |
| ----------------------- | ------------------------------------------------------------ | ------------- | ------------------ | ----------------- |
| 1974                    | Sneakin' Sally Through the Alley                             | Island        | -                  | -                 |
| 1975                    | Pressure Drop                                                | Island        | -                  | -                 |
| 1976                    | Some People Can Do What They Like                            | Island        | -                  | -                 |
| 1978                    | Double Fun                                                   | Island        | -                  | -                 |
| 1979                    | Secrets                                                      | Island        | -                  | -                 |
| 1980                    | Clues                                                        | Island        | -                  | -                 |
| 1983                    | Pride                                                        | Island        | -                  | -                 |
| 1985                    | Riptide                                                      | Island        | 2xMulti-Platinum   | Gold              |
| 1988                    | Heavy Nova                                                   | EMI Manhattan | Platinum           | Gold              |
| 1990                    | Don’t Explain                                                | EMI America   | -                  | Gold              |
| 1992                    | Ridin' High                                                  | EMI America   | -                  | -                 |
| 1994                    | Honey                                                        | EMI America   | -                  | -                 |
| 1999                    | Rhythm & Blues                                               | Pyramid       | -                  | -                 |
| 2003                    | Drive                                                        | Compendia     | -                  | -                 |
| Концертные альбомы      |                                                              |               |                    |                   |
| 1982                    | Maybe It’s Live                                              | Island        | -                  | -                 |
| 2001                    | Live at the Apollo                                           | Eagle         | -                  | -                 |
| Сборники                |                                                              |               |                    |                   |
| 1989                    | Addictions Volume I                                          | Island        | Platinum           | Platinum          |
| 1992                    | Addictions Volume II                                         | Island        | -                  | Silver            |
| 1995                    | Very Best Of Robert Palmer                                   | Capitol       | -                  | Platinum          |
| 1998                    | Woke Up Laughing                                             | Metro Blue    | -                  | -                 |
| 2002                    | Best Of Both Worlds: The Robert Palmer Anthology (1974—2001) | Island        | -                  | -                 |
| 2005                    | The Very Best of the Island Years                            | Island        | -                  | -                 |
| с группой Power Station |                                                              |               |                    |                   |
| 1985                    | The Power Station                                            | Capitol       | Platinum           | Gold              |
| 1996                    | Living in Fear                                               | Capitol       | -                  | -                 |